# Mali Ston
Mali Ston falu Horvátországban, Dubrovnik-Neretva megyében. Közigazgatásilag Stonhoz tartozik.

## Fekvése
Dubrovnik városától légvonalban 38, közúton 53 km-re északnyugatra, községközpontjától 1 km-re északkeletre, a Pelješac-félsziget délkeleti részén, a Mali Stoni-csatorna partján, a félszigetet átszelő út mentén, a Bartolimija-hegy lábánál fekszik.

## Története
Több birtokos után a 14. század-ban a Pelješac-félsziget a Raguzai Köztársaság része lett, mely 1333-ban vásárolta meg Kotromanić István bosnyák bántól. Ezután egészen a  18. század végéig a Raguzai Köztársasághoz tartozott. A raguzaiak elgondolása az volt, hogy a Pelješac-félszigetet a bejáratánál egy hosszú védőfallal zárják le a szárazföld felől. A fal két végénél két nagy erőd építését határozták el. A fal déli végében építendő erődöt Stonnak, az északi végében építendő erődöt pedig Mali Stonnak, azaz Kis Stonnak nevezték el. Mali Stont a 14. században alapították a raguzaiak, akik négyszög alakban falat építettek köréje. A védőfal déli oldalán a 14. században kezdődött az öt védőtoronnyal ellátott Koruna erőd építése. Az erődtől húzódott az 1200 méter hosszú nagy fal a szintén a 14. században védelmi céllal, a Mali Ston feletti magaslaton épített Podzvizd erődig. Ennek építése másfél évig tartott és 12 ezer aranydukátba került. Ezt követően 13 év alatt építették fel 5 és fél kilométer hosszú, Stont és Mali Stont összekötő falat, melyet 31 négyszögletes, 10 kerek torony és 7 félköríves bástya erősített. A falat impozáns méretei miatt európai kínai falnak is nevezték. A falak építése 1359-ig tartott és mintegy négyszáz évig szolgálta a félsziget, különösen ez itteni sótelepek, osztriga tenyésztő telepek és Ston városának védelmét. Egyedül a sótelepek évi 15.900 aranydukát jövedelmet hoztak a köztársaságnak. A település központjában épített templom szintén a 14. századból való, 1309-ben kezdték építeni és 1394-ben fejezték be. A malostoni kikötőt a 15. században építették a raguzai régi kikötő mintájára. A kikötő elé a raguzaihoz hasonló hullámtörő gát épült.
1806-ban a térség a Raguzai Köztársaságot legyőző franciák uralma alá került, de Napóleon bukása után 1815-ben a berlini kongresszus a Habsburgoknak ítélte. A településnek 1857-ben 220, 1910-ben 251 lakosa volt. 1918-ban az új szerb-horvát-szlovén állam, majd később Jugoszlávia része lett. A II. világháború után lakosságának száma a kivándorlás miatt fokozatosan csökkent. 1991-től a független Horvátországhoz tartozik. 2011-ben a 139 lakosa volt. A lakosság régebben főleg halászattal és mezőgazdasággal foglalkozott, ma már főként a turizmusból él.

## Népesség
| Lakosság változása | Lakosság változása | Lakosság változása | Lakosság változása | Lakosság változása | Lakosság változása | Lakosság változása | Lakosság változása | Lakosság változása | Lakosság változása | Lakosság változása | Lakosság változása | Lakosság változása | Lakosság változása | Lakosság változása | Lakosság változása |
| ------------------ | ------------------ | ------------------ | ------------------ | ------------------ | ------------------ | ------------------ | ------------------ | ------------------ | ------------------ | ------------------ | ------------------ | ------------------ | ------------------ | ------------------ | ------------------ |
| 1857               | 1869               | 1880               | 1890               | 1900               | 1910               | 1921               | 1931               | 1948               | 1953               | 1961               | 1971               | 1981               | 1991               | 2001               | 2011               |
| 220                | 0                  | 228                | 254                | 261                | 251                | 225                | 238                | 225                | 231                | 202                | 169                | 152                | 152                | 165                | 139                |

## Nevezetességei
- A stoni védelmi rendszer építése rögtön a félsziget raguzai uralom alá kerülése után, 1333-ban megkezdődött. A rendszer alapját három erőd, a stoni Veliki Kaštio, a mali stoni Koruna és a kettő közötti magaslaton épített Podzvizd képezte. Másfél év alatt épült meg a nagyfal, mely a Koruna erődöt Podzvizddel kötötte össze. A Koruna erődöt a Veliki Kaštioval összekötő, 5 és fél kilométer hosszúságú fal 13 év alatt épült fel. 31 négyszögletes, 10 kerek torony, 7 félköríves bástya és vizesárok is erősíti. A bástyák közül egy Mali Ston előtt, egy pedig a Koruna erőd előtt áll. A falakat mintegy fél kilométernyi hosszúságban lerombolta az 1667-es nagyerejű földrengés, további súlyos károkat okoztak az 1979-es és 1996-os földrengések is. A helyreállítási munkák 2004-ben kezdődtek. 2009-re egy részt már meg tudtak nyitni a látogatók előtt. 2013-ra pedig teljes hosszban látogatható lett. 2013 első kilenc hónapjában már 37 ezer látogatója volt.
- Koruna erőd a Mali Stont körülvevő falak déli részét zárja le, egyúttal innen indul a Podzvizd felé menő nagyfal és a stoni Veliki Kaštio irányába haladó, a félszigetet délről lezáró védőfal. Az erődöt a falrendszerrel egy időben a 14. században építette a Raguzai Köztársaság. A hosszúkás, kifli alakú erődöt öt torony erősíti, melyek mind a település felőli oldalon találhatók.
- Szent Antal templom 1309 és 1394 között épült. 1686-ban nyugati irányban hosszabbították meg. A harangtorony a 16. században épült. A délszláv háború idején megrongálódott, majd az 1996-os földrengés is károkat okozott. 1997-ben helyreállították, 2009-ben megújították.
- Szent Anna kápolna a településtől keletre, a Stonra vezető út mentén áll. A 16. században építették, körülötte temető található. 1997-ben megújították.
- A Toljevac-torony egy hengeres torony, mely a 15. században épült a tengerparton a kalózok elleni védelem céljából.
- Arsenal
- Kaše – kikötői gát a 15. században épült a raguzai gát mintájára.

## Gazdaság
A lakosság fő bevételi forrása a turizmus mellett az osztrigatenyésztés,  a halászat és a vendéglátás.

## Galéria
- Mali Ston látképe
- A védőfal egy részlete
- Védőfalak
- A védőfal részlete
- A Toljevac-torony
- A Szent Anna kápolna
- Kikötői kép
- Kikötői kép
- Kikötői kép